# 梅弗勞爾 (阿肯色州)
梅弗勞爾（英語：Mayflower）是一個位於美國阿肯色州福克納縣的城市。

## 地理
梅弗勞爾的座標為34°58′05″N 92°25′11″W / 34.96806°N 92.41972°W，而該地的平均海拔高度為86米（即282英尺）。

## 人口
根據2020年美國人口普查的數據，梅弗勞爾的面積為10.50平方千米，當中陸地面積為10.20平方千米，而水域面積為0.30平方千米。當地共有人口1984人，而人口密度為每平方千米219人。